# Вінстон Паркс
Вінстон Паркс (ісп. Winston Parks; нар. 12 жовтня 1981, Лимон) — костариканський футболіст, що грав на позиції нападника та флангового півзахисника.

## Клубна кар'єра
У дорослому футболі дебютував 2000 року виступами за команду «Лімоненсе» в 17-річному віці, в перший рік частіше виходячи на заміну. На наступний рік Паркс став твердим гравцем основи. В останньому турнірі він забив 4 м'ячі, ставши одним з кращих снайперів чемпіонату, що сприяло купівлі гравця італійським клубом «Удінезе» за 2,1 мільйона доларів, проте Паркс не зміг пробитися в основу клубу, граючи в дублюючому складі, а потім був відданий в оренду клубу «Асколі», в якому також майже не грав.
Успіх гравця на чемпіонаті світу спонукав керівників московського «Локомотива» придбати гравця за 2 мільйони євро, але покупка не виправдала себе: за 35 матчів Паркс забив лише 6 голів у чемпіонаті, хоча в Лізі чемпіонів забив найважливіший переможний м'яч київському «Динамо». У 2005 році «Локомотив» віддав Паркса в оренду в «Сатурн», але і там костариканець не відзначався результативністю.
Після Росії Паркс поїхав у Чехію в «Слован», потім повернувся в Коста-Рику, а з 2008 року виступав за румунський клуб «Тімішоара». У 2010 році Паркс був орендований клубом «Хазар-Ланкаран» . У червні 2011 року Вінстон підписав дворічний контракт з «Баку».
Згодом повернувся на батьківщину, де продовжував кар'єру в клубах «Уругвай де Коронадо» та «Лімон». Завершив професійну ігрову кар'єру у клубі «Сантос» (Гуапілес), за команду якого виступав протягом 2015—2016 років.

## Виступи за збірні
Протягом 1999—2001 років залучався до складу молодіжної збірної Коста-Рики і зіграв на двох молодіжних чемпіонатах світу, проведених у 1999 році в Нігерії і в 2001 році в Аргентині.
11 листопада 2001 року дебютував в офіційних іграх у складі національної збірної Коста-Рики в матчі проти Ямайки (1:0).
У складі збірної був учасником чемпіонату світу 2002 року в Японії і Південній Кореї, де двічі виходив на заміну, а у грі з Туреччиною забив гол, який приніс костариканцям нічию. Наступного року поїхав з командою на розіграш Золотого кубка КОНКАКАФ 2003 року у США та Мексиці, зайнявши з командою 4 місце.
Протягом кар'єри у національній команді, яка тривала 11 років, провів у формі головної команди країни 27 матчів, забивши 6 голів.

## Титули і досягнення
- Бронзовий призер Ігор Центральної Америки та Карибського басейну: 2002